# Arrey von Dommer
Arrey von Dommer (* 9. Februar 1828 in Danzig; † 18. Februar 1905 in Treysa) war ein deutscher Musikhistoriker und Bibliothekar.

## Leben
Arrey von Dommer war zunächst an Theologie interessiert, wechselte aber 1851 zur Musik. In Leipzig lernte er unter Johann Christian Lobe sowie Ernst Friedrich Richter Komposition und begann, Orgel zu lernen. 1863 zog er nach Hamburg, wo er Vorlesungen zur Musikgeschichte und -theorie hielt und Kritiken im Hamburger Correspondent veröffentlichte. Von 1873 bis 1889 arbeitete er bei der Stadtbibliothek Hamburg. Seinen Ruhestand verbrachte er in Marburg.
Dommer überarbeitete für die Ausgabe von 1865 Heinrich Christoph Kochs Musikalisches Lexikon. Neben seinem 1868 veröffentlichten Handbuch der Musikgeschichte war Dommer auch Autor zahlreicher Beiträge für die Allgemeine Deutsche Biographie. Einflussreich waren seine Schriften zu den Lutherdrucken (Lutherdrucke auf der Hamburger Stadtbibliothek 1516–1523, 1888) sowie Die ältesten Drucke aus Marburg in Hessen 1527–1566 (1892). Außerdem komponierte er einige Vokalwerke.

## Veröffentlichungen (Auswahl)
- Populäre Briefe über Musik. In: Die Gartenlaube. Heft 28, 44, 45, 1859, S. 406–408, 638–639, 651–653 (Volltext [Wikisource]).
- Elemente der Musik. Weigel, Leipzig 1862 (Digitalisat).